# 红十月村 (巴卡伊阿塔区)
红十月村（或译克孜勒奥克佳布尔）是吉尔吉斯斯坦塔拉斯州巴卡伊阿塔区下辖的一个村。根据2009年吉尔吉斯共和国人口普查，全村人口为2365人。